# Ukrainische Lutherische Kirche

Logo der Kirche

Die Ukrainische Lutherische Kirche (ukrainisch Українська Лютеранська Церква) ist eine kleine evangelisch-lutherische Kirche in der Ukraine.

## Strukturen
Die Ukrainische Lutherische Kirche besteht aus 31 Gemeinden, die in drei Diözesen strukturiert sind und etwa 2.500 Mitglieder haben. 25 Pfarrer sind in ihr tätig. Größere Gemeinden gibt es in Kiew, Ternopil, Kremenez und anderen Städten.
Die ULK ist Mitglied des Rates der evangelisch-protestantischen Kirchen der Ukraine und der Konfessionellen Evangelisch-Lutherischen Konferenz.
Sie unterhält als Ausbildungsstätte das Theologische Sophienseminar in  Ternopil.

## Theologische Ausrichtung
Die Ukrainische Lutherische Kirche ist stark an der lutherischen Orthodoxie orientiert. Sie lehnt die liberalen Reformen des 19. und 20. Jahrhunderts weitestgehend ab.
Die Liturgie folgt dem byzantinischen Ritus in einer lutherisch revidierten Form in ukrainischer Sprache, die auf eine Version von Pfarrer Fedir Staschynskyj von 1926 zurückgeht und die von den theologischen Fakultäten Leipzig, Tübingen und Wien als dogmatisch-kirchlich einwandfrei begutachtet wurde. Eine Ordination von Frauen ist nicht möglich. Die Kirche verwendet den Julianischen Kalender.

## Geschichte
Seit den 1530er Jahren gab es einzelne Lutheraner in den heute ukrainischen Gebieten. Seit dem 18. Jahrhundert gab es deutsche lutherische Gemeinden.
1926 wurde unter Bischof Theodor Zöckler die Ukrainische Evangelische Kirche Augsburgischen Bekenntnisses in den ukrainisch besiedelten Gebieten der Zweiten Polnischen Republik gegründet.
1939 wurde sie nach der Besetzung dieser Gebiete durch die Sowjetunion aufgelöst.
1996 wurde die Ukrainische Lutherische Kirche gegründet, die sich als Nachfolgerin der Ukrainischen Evangelischen Kirche Augsburgischen Bekenntnisses versteht.

## Wichtige Persönlichkeiten der ULK und ihrer Vorgängerkirche
- Teodor Jartschuk (1896–1941), Pfarrer